# Protostega gigas
Protostega
Genre
Espèce
Synonymes
- † Atlantochelys gigas (Cope, 1871) Dana 1875
- † Protostega dixie Zangerl, 1953
- † Protostega potens Hay, 1908

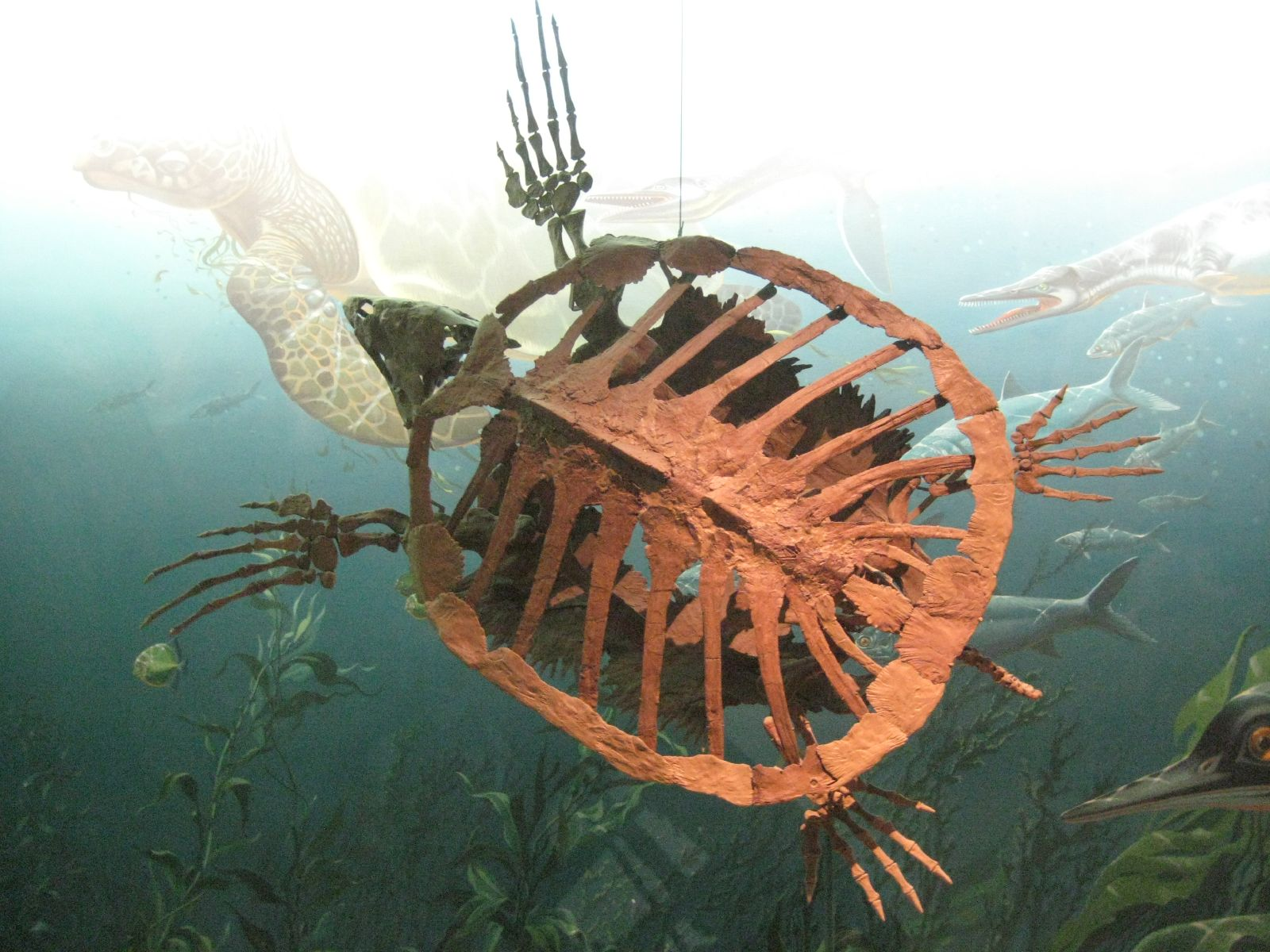
Squelette de Protostega gigas.

Protostega gigas est une espèce éteinte de tortues marines ayant vécu en Amérique du nord au Crétacé supérieur. 

## Découverte
Elle a été tout d'abord trouvée dans la formation géologique de « Smoky Hill Chalk » (lagerstätte riche en fossiles) à l'ouest du Kansas en 1871 et nommée par Edward Drinker Cope (1872).

## Description
Avec une longueur de 3 mètres, elle est la deuxième plus grande tortue qui ait jamais vécu, après Archelon ischyros.
Comme la Tortue luth, la plus grande tortue actuelle (2,70 mètres de long), Protostega n'avait pas de scutelles à la carapace, la rendant plus vulnérable mais également plus légère. Protostega s'alimentait probablement de créatures de l'océan lentes comme les méduses et les mollusques.

## Synonymes
- † Atlantochelys gigas (Cope, 1871) Dana 1875
- † Protostega dixie Zangerl, 1953
- † Protostega potens Hay, 1908